# Klasea pusilla
Klasea pusilla (tiếng Ả Rập: ورخة قزمة) là một loài thực vật có hoa trong họ Cúc. Loài này được (Labill.) Greuter & Wagenitz mô tả khoa học đầu tiên năm 2003.